# Basilica del Sacro Cuore (Sassari)
La basilica del Sacro Cuore è un luogo di culto cattolico di Sassari, parrocchiale dell'omonimo quartiere popolare, sorto a partire dal 1925.

## Storia
La fondazione del tempio si deve all'arcivescovo Mazzotti, che commissionò il progetto ad Ambrogio Annoni, allievo di Camillo Boito e di Luca Beltrami
I primi progetti furono presentati nel 1935, anno in cui vennero pubblicati nella Rassegna di architettura a mo' di esempio dell'edilizia chiesastica contemporanea. Apprezzata per il modo di combinare idee e concetti tradizionali legati alla liturgia e forme e proporzioni di stampo contemporaneo. La prima pietra fu posta nel 1943 e nel 1952 l'edificio fu benedetto. La conclusione dell'opera, nel suo apparato decorativo, avvenne nel 1969. Nel 1980 la chiesa fu elevata alla dignità di basilica minore.
Nel 1939 il vescovo di Sassari Mons. Mazzotti affidava al Dott Piga il compito di amministratore parrocchiale del quartiere di Baddimanna, e nel 1940 divenne vicario nella istituenda parrocchia del Sacro Cuore, e infine nel 1947 fu nominato parroco.
L'arcivescovo aveva riposto la speranza di vedere realizzata la chiesa parrocchiale del rione Baddimanna, per quella popolazione troppo a lungo abbandonata a se stessa. La costruzione della chiesa richiese tante energie e un considerevole impegno finanziario: con un gruppo di collaboratori, animati dalla sua stessa passione, nel mentre continuava le attività religiose in un locale confinante con il terreno della nuova costruzione, si recava ovunque alla ricerca di fondi, perché quel sogno diventasse realtà.
L'impresa non fu semplice: non poté beneficiare di contributi pubblici poiché i lavori più indispensabili erano stati eseguiti prima della legge che provvedeva alla costruzione delle Chiese parrocchiali. Nonostante le scarse disponibilità finanziarie era nota la puntualità con la quale Dott. Piga riusciva a rispettare gli impegni assunti: essendo un ottimo amministratore, faceva eseguire i lavori in diversi lotti, in base alle disponibilità economiche del momento. Perciò fu possibile aprire la chiesa al culto nel 1952 nel mentre i lavori proseguirono fino al 1969.

## Descrizione
Annoni nel 1935 presentò due progetti; il primo e definitivo progetto presenta linee più moderne mentre il secondo prevedeva per la chiesa una facciata a capanna, con linee che si rifacevano a modelli tradizionali. Nel progetto eseguito l'architetto cerca di far confluire motivi tradizionali come la pianta a croce, l'abside e la sistemazione di due cappelle simmetriche all'inizio della navata unica in modo da determinare l'accenno formale di una facciata a due torri, da notare soprattutto nelle curvature laterali della facciata. Infatti questo corpo delle cappelle crea un contrasto con la forma trapezoidale della nave leggermente allargata verso il presbiterio. Annoni qui adopera una certa forma di distorsione dello schema tradizionale, che all'epoca fu giudicato una novità.. Nel contesto del tempo va notato anche il campanile, che seguendo l'idea di una intelaiatura snella in cemento armato è posizionato sulla facciata in modo da contrastare nettamente l'andamento piano del corpo della chiesa.
L'esterno presenta la facciata rettilinea, scandita da lesene, con al centro un alto campanile. Le decorazioni illustrano temi legati al Sacro Cuore. Gli affreschi e alcune pale d'altare, realizzate tra il 1960 e il 1968, sono opera del pittore Costantino Spada, che preparò anche i disegni per le vetrate e per i mosaici.

### Organo a canne
A sinistra dell'abside, si trova l'organo a canne Tamburini opus 649, costruito nel 1972. Lo strumento è a trasmissione mista, meccanica per i manuali e il pedale ed elettrica per i registri e le combinazioni. La sua consolle è a finestra e dispone di tre tastiere di 61 note ciascuna e pedaliera concavo-radiale di 32 note. Le porte bronzee vennero realizzate dallo scultore toscano Mario Moschi nel 1968.